# Butkov
Butkov (764,6 m n. m.) je nejvyšší vrch Butkovských bradel, geomorfologické části Strážovských vrchů. 

## Polohopis
Nachází se v centru Butkovských bradel, na severním okraji podcelku Trenčianska vrchovina a zároveň severozápadním okraji Strážovských vrchů. Rozsáhlý masiv se vypíná nad Považským podoliem, přibližně 2,5 km východně od Ladců.
Západní a jihozápadní část vrchu odvodňuje Lúčkovský potok, východní část Slatinský potok, vytvářející soutěsku Belušské vráta. Celý masiv spadá do povodí Váhu.

## Přístup
Na vrchol Butkova nevede značená trasa a přístupný je tak jen neznačemými stezkami lesem. Turisticky zajímavým a vyhledávaným místem se stává nedávno vybudovaná křížová cesta Butkov, přístupná z Ladců.